# Cei trei nătărăi (film din 2012)
Cei trei nătărăi (titlu original: The Three Stooges) este un film american slapstick din 2012 regizat de frații Farrelly (Peter și Bobby) și co-scris de Mike Cerrone. Rolurile principale au fost interpretate de actorii Chris Diamantopoulos, Sean Hayes și Will Sasso, recreând personajele omonime interpretate de Moe Howard, Larry Fine și Curly Howard.
Povestea filmului îi plasează pe cei trei nătărăi într-un cadru modern. După peste un deceniu de probleme de distribuție, filmările principale au avut loc din mai până în iulie 2011. Filmul a fost lansat la 13 aprilie 2012, de către 20th Century Fox.

## Prezentare
Filmul este compus din trei acte, care sunt denumite episoade (o referire la modul în care scurtmetrajele originale Three Stooges au fost produse pentru televiziune de Columbia Pictures).

## Distribuție
- Chris Diamantopoulos - Moe, liderul agresiv și irascibil al celor de la Stooges
  - Skyler Gisondo - tânărul Moe
- Sean Hayes - Larry, cel mai inteligent și mai relaxat membru al celor de la Stooges
  - Lance Chantiles-Wertz - tânărul Larry
- Will Sasso - Curly, membrul prost și idiot al celor de la Stooges
  - Robert Capron - tânărul Curly